# Carl Ekström
Carl Rudolf Ekström, född 11 januari 1818 i Klara församling, Stockholm, död 13 maj 1903 i Hedvig Eleonora församling, Stockholm, var en svensk ämbetsman och politiker. Han var svärson till Carl Henrik Boheman, far till Hugo Ekström samt svärfar till Adolph Fagerlund och Charles Emil Ramel.
Ekström blev student vid Uppsala universitet 1835. Han blev extra ordinarie amanuens i Civildepartementet 1840, kopist där 1855, protokollssekreterare i Kunglig Majestäts kansli 1857 och i Civildepartementet 1860, expeditionssekreterare i Kunglig Majestäts kansli samma år och i Civildepartementet 1862 samt expeditionschef där samma år.
Ekström var landshövding i Värmlands län 1864–1870 och i Jönköpings län 1870–1888. Åren 1880–1882 var han ledamot av riksdagens första kammare och från 1876 kommendör med stora korset av Nordstjärneorden.
Han är begraven på Norra begravningsplatsen utanför Stockholm.